# Rosemount Inc.
Rosemount Inc. ist ein Tochterunternehmen von Emerson Electric Company. Der Hauptsitz befindet sich in Shakopee, Minnesota. Das Unternehmen produziert Messgeräte für Druck, Temperatur, Füllstand, DP-Durchfluss, Analyse- und Detektionsinstrumente für die Gasanalyse, Flüssigkeitsanalyse, Verbrennungsmessung sowie Flammen- und Gasdetektion.

## Geschichte
Rosemount Engineering wurde 1956 von Frank Werner, Robert Keppel und Vernon Heath im Raum Minneapolis–Saint Paul als Raumfahrtunternehmen gegründet. Das Unternehmen konnte vom Boom der Raumfahrt in der damaligen Zeit profitieren. Im Jahr 1966 diversifizierte sich das Unternehmen auf die kommerzielle Verarbeitungsindustrie und heißt seitdem Rosemount Inc.
Die Gründer von Rosemount, Frank Werner und Vernon Heath, begannen in den 1950er Jahren mit dem Skifahren und beschlossen, einen besseren Skischuh auf den Markt zu bringen. Dies führte 1965 zum Rosemount-Skischuh, einen der ersten rein synthetischen Skischuhen. Die Skifabrik wurde 1968 an Bass Sports verkauft. Die Marke Rosemount wurde jedoch verwendet, bis sie 1972 von Raichle gekauft wurde.
Rosemount wurde im August 1976 von der Emerson Electric Company übernommen.
Im Jahr 2013 gab Emerson den Kauf ein Gebäudekomplexes in Shakopee, Minnesota, für den Hauptsitz seiner Rosemount-Markenprodukte bekannt. Das 46.000 m² große Gebäude wurde ursprünglich für ADC Telecommunications gebaut. Es wurde aber niemals bezogen.
Die Marke Rosemount ist mit Emerson, Emerson Automation Solutions, Rosemount, Rosemount Inc und Rosemount Engineering verbunden.